# Carcerano Creative Engineering
La Carcerano Creative Engineering è un'azienda italiana di design e di ingegneria che opera soprattutto nel settore automobilistico.

## Storia
Fondata nel 1999 da Piero Luigi Carcerano come Carcerano Automotive and Design Engineering è stata pioniera sin dagli inizi nelle tecniche dell'uso della realtà virtuale, cosa che l'ha portata ad attrezzarsi, nella seconda metà degli anni novanta, di un Centro di Realtà Virtuale per lo studio delle linee e la prototipazione virtuale.
Dall'utilizzo delle nuove tecnologie e dai rapporti con il Gruppo Fiat sono nate alcune delle sue realizzazioni come:
- Fiat 500 - Modellazione matematica dell'intera vettura, interni-esterni
- concept Granturismo Lancia-Carcerano - esercizio di stile nato dall'incontro tra il Centro Stile Lancia e Carcerano[1][2]
- Iveco Stralis (International Truck of the Year 2003) - Prototipazione Virtuale e Comunicazione Marketing di prodotto.

Il suo settore di attività si espande anche ad altri settori con realizzazioni come la modellazione matematica e lo studio dell'ingegneria del controsoffitto dell'Auditorium di Roma, Sala 2007 su progetto di Renzo Piano.
Dal 2002 la Carcerano è un Laboratorio di Ricerca, riconosciuto dal Ministero dell'Istruzione, dell'Università e della Ricerca- MIUR, con Decreto Dirigenziale n°1166 del 31 luglio 2002, iscritto all'Albo dei laboratori di Ricerca esterni pubblici e privati altamente qualificati.

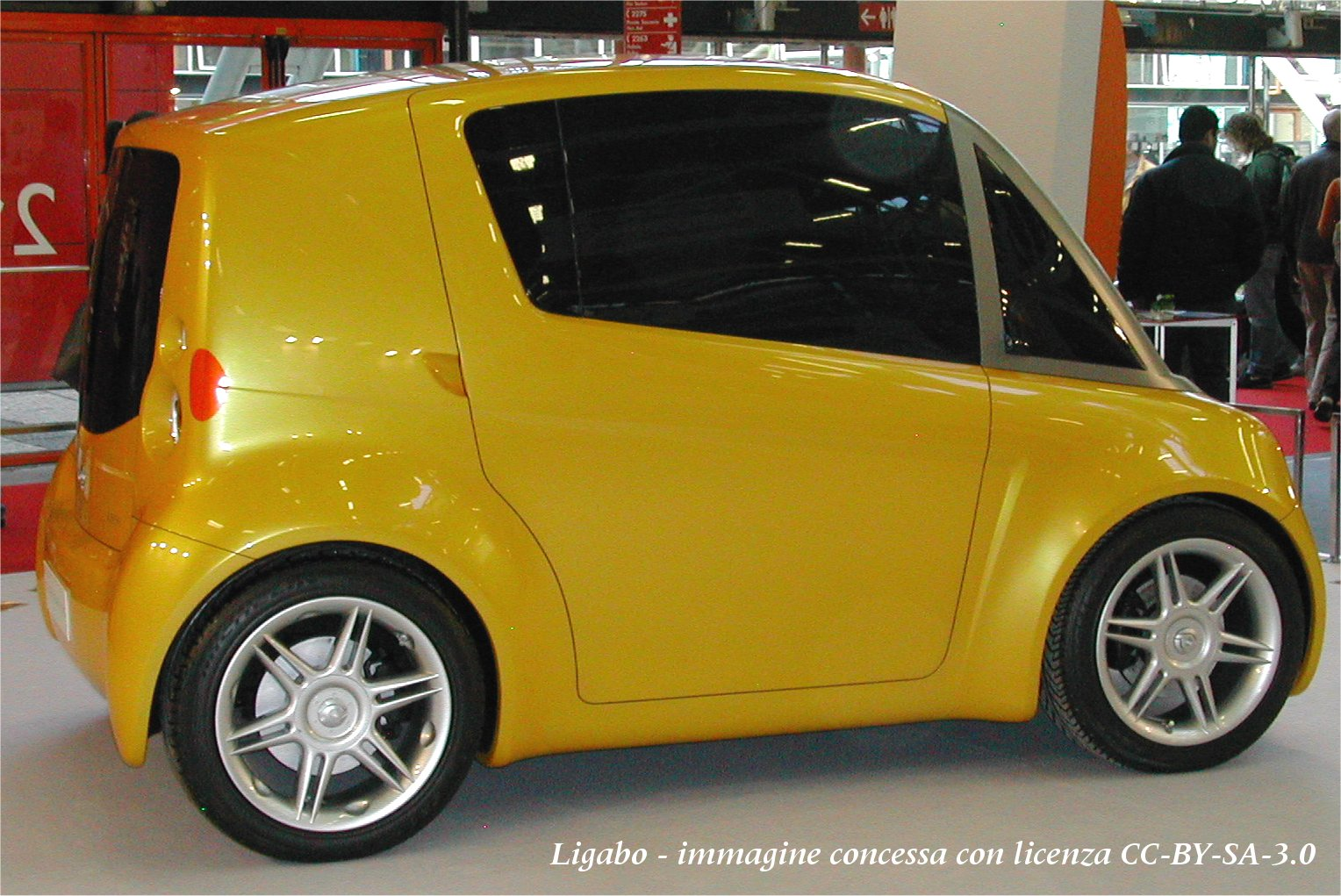
Il prototipo Carcerano Sonny al Motor Show di Bologna del 2006.

Nel 2006,  nella nuova sede del Design Center di Pianezza, a Torino, vengono realizzate tre sale per la Realtà Virtuale attrezzate per la visualizzazione stereoscopica degli ambienti e la costruzione immersiva del prototipo virtuale; viene anche organizzato un convegno internazionale con argomento le city car e viene presentato al Motor Show di Bologna la Sonny, un prototipo di questo tipo di vettura.
Nel 2007, la Carcerano ha aperto un altro Centro per la Realtà Virtuale a Enna in Sicilia, presso e in collaborazione con l'Università Kore di Enna.